# Nationalpark Gorongosa
Der Nationalpark Gorongosa (portugiesisch Parque National da Gorongosa) oder Gorongoza-Nationalpark in Mosambik wurde 1960 als erster Nationalpark in Mosambik durch die damalige Kolonialmacht Portugal eingerichtet. Der Nationalpark ist nach dem in der Nähe gelegenen Bergmassiv Gorongosa (portugiesisch Serra da Gorongosa) benannt.

## Geschichte

### Kolonialzeit
Die Anfänge des Nationalparks gehen zurück auf ein 1920 gegründetes Jagdgebiet der Mozambique Company. Die unter britischer Kontrolle stehende Gesellschaft erhielt durch eine Lizenz der portugiesischen Kolonialmacht die Kontrolle über die Provinz Sofala mit der Hafenstadt Beira. Anfänglich nur 1000 km² groß, wurde das Jagdgebiet 1935 auf 3200 km² vergrößert.
1940 wurden ein neues Hauptquartier und ein Touristen-Camp am Mussicadzi-Fluss errichtet. Diese wurden allerdings zwei Jahre später durch Hochwasser zerstört.
1941 endete der Vertrag der portugiesischen Kolonialmacht mit der Mozambique Company; das mehr und mehr zu einer Touristenattraktion gewordene Jagdgebiet wurde der Kolonialverwaltung unterstellt und erste Schritte zur Umwandlung in ein Schutzgebiet wurden unternommen.
1951 wurde das Gebiet um eine 12.000-Quadratkilometer-Schutzzone erweitert und das Chitengo Camp mit Hauptverwaltung, Unterkünften und Restaurant errichtet. Ende der 1950er Jahre wurden bereits mehr als 6000 Touristen pro Jahr verzeichnet.
Am 23. Juli 1960 wurden das 3200 km² große Schutzgebiet und weitere 2100 Quadratkilometer der Schutzzone, insgesamt 5300 km², von der portugiesischen Regierung zum Nationalpark erhoben. Bereits 1966 wurde der Park jedoch wieder auf 3770 km² verkleinert, um der Landwirtschaft mehr Fläche zu verschaffen.

### Befreiungskampf
Von 1962 bis 1975 dauerte in Mosambik der Unabhängigkeitskrieg, initiiert von der Frelimo. Bis 1972 hatte dieser Befreiungskampf keine Auswirkungen auf den Nationalpark Gorongosa. Auch bis zur Unabhängigkeit Mosambiks im Jahr 1975 blieb der Park bis auf wenige illegale Jagden durch Soldaten weitestgehend von Zerstörung verschont.

### Bürgerkrieg
Zwei Jahre nach Ausrufung der Unabhängigkeit brach in Mosambik ein bis 1992 dauernder Bürgerkrieg aus, in dessen Verlauf ab 1982 das Gebiet des Nationalparks Gorongosa zwischen den beiden Bürgerkriegsparteien stark umkämpft war. Durch den Krieg wurde der Park sich selbst überlassen und die Infrastruktur zerstört. Der Park geriet unter die Kontrolle der Renamo, die im Park ihr Hauptquartier errichtete. Beide Kriegsparteien erlegten Tiere, um den Hunger zu stillen, und schossen Elefanten, um das Elfenbein gegen Waffen zu tauschen. Die großen Raubtiere verhungerten, weil die Beutetiere fehlten. Zudem suchten Flüchtlinge Schutz im Park und dezimierten die Tierwelt aus Mangel an Nahrung weiter. Etwa 90 Prozent der großen Säugetiere wurden Opfer der Kriegsfolgen.

### Jüngere Entwicklung
Erst 1995, drei Jahre nach Ende des Bürgerkrieges, wurde mit Hilfe der Afrikanischen Entwicklungsbank, der EU und der IUCN damit begonnen, den Nationalpark wieder aufzubauen. Unter der Leitung von Baldeu Chande und Roberto Zolho, zwei Beschäftigten des Nationalparks aus der Zeit vor dem Krieg, wurden 50 neue Mitarbeiter – die meisten davon ehemalige Soldaten – eingestellt, und es wurde damit begonnen, die Infrastruktur wieder aufzubauen und die Tierwelt vor Wilderei zu schützen. Es dauerte bis 1998, den Nationalpark zu entminen. Seit 2004 arbeitet die Regierung von Mosambik beim Wiederaufbau des Nationalparks eng mit der US-amerikanischen Gregory C. Carr Foundation zusammen. 2008 wurde diese Zusammenarbeit in einem Vertrag für die nächsten 20 Jahre vereinbart. Ende April 2008 wurde der Nationalpark nach der Instandsetzung der Infrastruktur wieder für den Tourismus geöffnet. Unter anderem wurde ein Community Education Center mit „grüner“ Technologie errichtet, um Bildungsprogramme für Kinder und Erwachsene vor Ort anzubieten. 2010 ließ die Regierung den Park auf 4067 km² erweitern. 2020 waren mehr als 300 Mitarbeiter in den Bereichen Einhalten von Gesetzen, Verwaltung von Wildtieren, Wiederansiedlung von Tieren, Naturschutztechnologien und Management der Mensch-Tier-Koexistenz beschäftigt.

## Lage und Landschaft

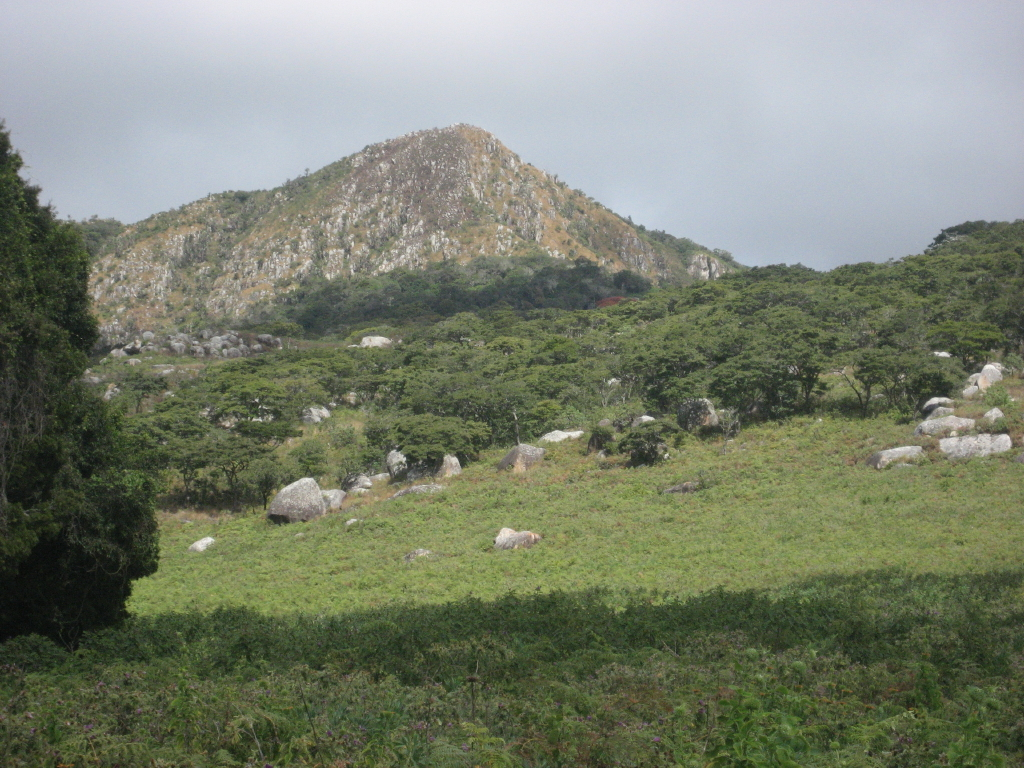
Die höchste Erhebung des Gorongosa-Bergmassivs

Der Nationalpark Gorongosa liegt im südlichen Ausläufer des Großen Afrikanischen Grabenbruchs 150 km nordwestlich von Beira in der Provinz Sofala in Zentralmosambik. Im Südwesten bildet der Rio Púnguè die Grenze des Parks, dessen Hauptteil ein zwischen 200 und 400 Metern über dem Meeresspiegel gelegenes Überschwemmungsgebiet bildet. Insgesamt erreicht der Nationalpark Gorongosa bis zu 600 Meter über dem Meeresspiegel. Der von vereinzelten Inselbergen durchsetzte Park ist geprägt von einer Savannenlandschaft mit Sumpfgebieten und vielen Flüssen, welche in den Urema-See münden. Ebenfalls zum Nationalpark gehören Teile des sich im Osten erhebenden Cheringoma-Plateaus. Im Westen wird der Park vom Barue-Plateau, auf dem sich das Gorongosa-Bergmassiv erhebt, begrenzt.

### Flüsse und Seen im Park
Der Rio Púnguè bildet die südwestliche Grenze des Nationalparks. Der Urema durchfließt den Nationalpark von Norden kommend nach Süden und mündet in einem Sumpfgebiet des Rio Púnguè. In der Mitte des Nationalparks bildet der Urema zusammen mit knapp 10 weiteren Flüssen, wovon der Nhandugue der größte ist, den Urema-See. Neben dem Rio Púnguè führen nur der Vunduzi und der Nhandungue ganzjährig Wasser.

## Klima
Zentralmosambik verfügt über ein tropisches Klima. Der jährliche Regenfall beträgt bis zu 1400 mm, durchschnittlich sind es 800 bis 1000 mm. Im südlichen Sommer (Regenzeit) liegen die Temperaturen zwischen 30 und 40 °C mit einer hohen Luftfeuchtigkeit. Im trockenen Winter erreichen die Temperaturen zwischen 15 und 25 °C.

## Vegetation

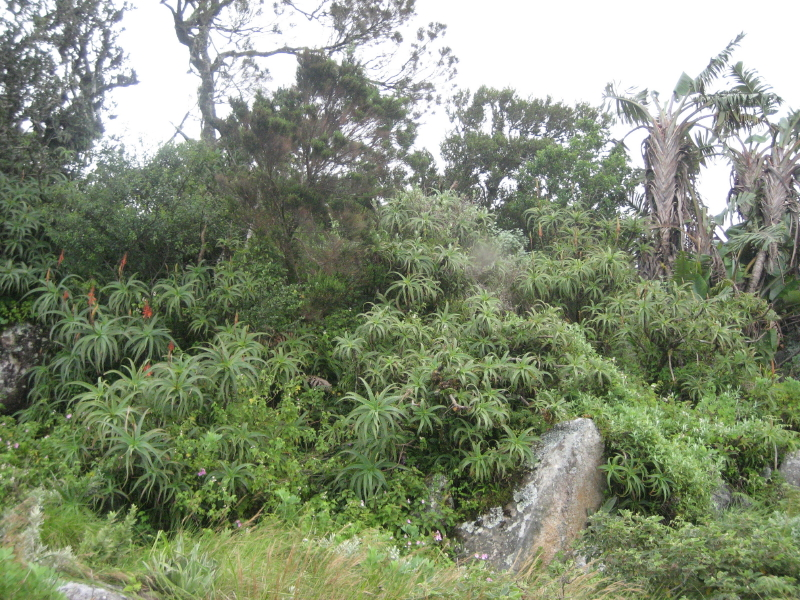
Aloe arborescens in der Nähe des Nationalparks

Der Nationalpark ist geprägt von Waldsavannen, an den Hängen der Plateaus und in trockenen Gebieten mit den für eine Miombo-Savanne typischen Pflanzengattungen Brachystegia oder Mopane. In den niedriger gelegenen Savannen im Tal treten vermehrt auch Baobab, Marula-Baum, Leberwurstbaum und Schirmakazien auf. Etwa 14 Prozent des Parks sind von Wald oder dichtem Dickicht bedeckt und etwa 20 Prozent der Savannenfläche im Tal werden regelmäßig überflutet. Es gibt auch offene Grasflächen, Bergsavanne und Galeriewälder.
Der Bestandseinbruch großer Pflanzenfresser durch den Bürgerkrieg führte zu einer Veränderung der Landschaft. Im Vergleich zu 1977 hatte sich der bewaldete Bereich des Nationalparks 2012 um 34 % vergrößert und die invasive Strauchart Mimosa pigra hatte sich auf den Überschwemmungsebenen ausgebreitet. Letztere wurde durch den Weidedruck der ansteigenden Antilopenzahlen jedoch wieder zurückgedrängt.

### Pflanzenarten
Im Park wurden unter anderem folgende Pflanzenarten nachgewiesen:
Gehölze
- Gelbfieberbaum oder Fieberakazie (Acacia xanthophloea)
- Krokodilbaum (Acacia nigrescens)
- Riesenhülse (Entada abyssinica)
- Newtonia buchananii
- Annona senegalensis
- Äthiopische Palmyrapalme (Borassus aethiopum)
- Hyphaene coriacea
- Bauhinia galpinii
- Ehretia amoena
- Korallenbaum (Erythrina livingstoniana)
- Millettia stuhlmannii

Krautige Pflanzen
- Primel-Gladiole (Gladiolus dalenii)
- Blaue Pfauenblume, Afrikanische Iris oder Kap-Iris (Dietes iridioides)
- Crinum stuhlmannii, eine Art der Hakenlilien
- Cryptostephanus vansonii, eine Art der Afrikanischen Klivien
- Orbea halipedicola
- Streptocarpus brachynema, eine Art aus der Gattung der Drehfrüchte
- Erd-Burzeldorn (Tribulus terrestris)
- Aristolochia albida, eine Art der Pfeifenblumen
- Ostindische Pfeilwurz (Tacca leontopetaloides)
- Aloe arborescens

## Tierwelt

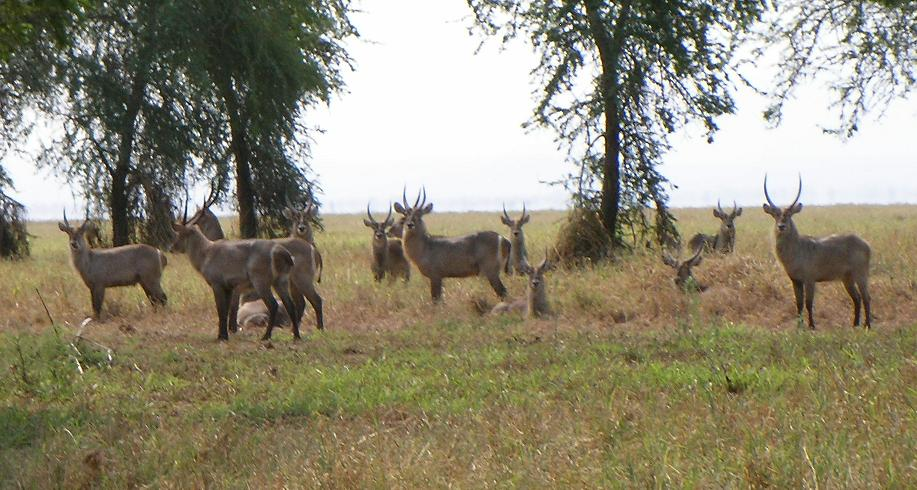
Ellipsen-Wasserböcke im Nationalpark Gorongosa

Bevor der Bürgerkrieg den Nationalpark Gorongosa zerstörte und durch Wilderei bis zu 95 Prozent des Großwildbestandes vernichtet wurde, galt er als einer der artenreichsten Nationalparks im südlichen Afrika. Hier lebten große Bestände an Rappen- und Kuhantilopen sowie Großen Kudus und Büffeln, aber auch Löwe, Leoparden und Flusspferde. Der Nationalpark hatte die nördlichsten Vorkommen an Tieflandnyalas und bot auch einen hervorragenden Lebensraum für Elefanten.
Während des Bürgerkrieges verringerte sich der Bestand des Elefanten von vorher mehr als 2500 Tieren auf 200–300 Tiere; anderen Zahlen zufolge sollen es 1981 noch 3750 und 1987 immerhin noch 2000 Elefanten im Nationalpark gewesen sein. Mit dem Elfenbeinhandel besorgten sich die Bürgerkriegsparteien das für Waffen benötigte Geld. Auch der Bestand anderer Tierarten, darunter Zebras, Gnus, Büffel sowie Löwen und andere Raubtiere, wurde während des Bürgerkrieges und in den Jahren danach durch Wilderei und deren Folgen stark dezimiert. Seit 1994 wird der Park wieder vor Wilderei geschützt; es wird versucht, verloren gegangene Tierarten wieder anzusiedeln, und der einzigartige Artenreichtum des Nationalparks erholt sich langsam wieder.
Zur Stabilisierung der jeweiligen Bestände wurden zwischen 2006 und 2014 180 Gnus, 210 Büffel, 35 Elenantilopen und 15 Zebras eingeführt. 2010 wurde ein Rudel des stark bedrohten Afrikanischen Wildhundes angesiedelt, das sich bis zum Jahr 2021 auf fast 100 Individuen vermehrte. Außerdem gibt es ein spezielles Schutzprogramm für das gefährdete Steppenschuppentier. 
Nachdem der Elefantenbestand durch die Wilderei im Bürgerkrieg auf etwa ein Zehntel geschrumpft war, kam es anscheinend zu einer rasanten evolutionären Entwicklung, wie ein Team um Shane Campbell-Staton von der Princeton University (USA) im Wissenschaftsmagazin Science berichtete. Der Anteil stoßzahnloser Elefantenweibchen hatte sich nach dem Bürgerkrieg verdreifacht. Das Fehlen der mächtigen Stoßzähne wurde in Kriegszeiten zum Überlebensvorteil. Ohne das Elfenbein waren die Elefanten für die Wilderer nutzlos, stoßzahnlose Elefanten überlebten und konnten sich weiter fortpflanzen.
2016 lebten im Park 700 Büffel, über 500 Elefanten und 70 Löwen. 2020 waren es Schätzungen zufolge 1200 Büffel, 800 Elefanten, 750 Flusspferde, 150 Löwen und 52 000 Wasserböcke; letztere hatten durch das Fehlen großer Raubtiere einen enormen Populationsanstieg erfahren. Wasserböcke und einige andere Arten werden auch an andere Schutzgebiete abgegeben, ansonsten findet keine Regulierung der Bestände statt.

## Infrastruktur und Tourismus

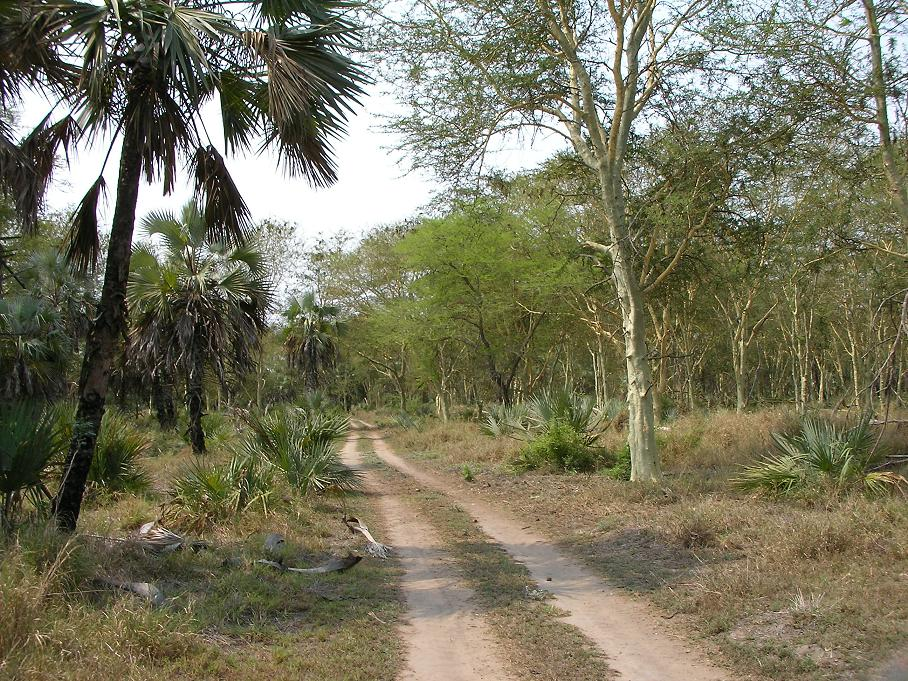
Straße und Vegetation im Nationalpark

Die Infrastruktur im Nationalpark wurde während des Bürgerkrieges zum größten Teil zerstört. Seit 1994 laufen die Arbeiten zum Wiederaufbau.

### Parkeingang und Straßen
Der Zufahrt zum Parkeingang zweigt nach 40 Kilometern von Inchope von der Straße EN1 nach Osten ab. Nach 11 Kilometern erreicht man den Parkeingang. Nach 18 weiteren Kilometern erreicht man das einzige Camp.
Im Park gibt es keine befestigten Straßen. Die Zufahrt zum Camp ist während der Trockenzeit mit normalen Fahrzeugen erreichbar. Alle anderen Wege im Park sind nur für Geländewagen geeignet.

### Unterkunft und Versorgung
Das Chitengo Safari Camp liegt am Ufer des Rio Púnguès im Süden des Nationalparks. Bot es vor dem Bürgerkrieg nur einfache Hütten zur Unterkunft, einen Campingplatz und ein Restaurant, können die Touristen heute zwischen verschiedenen Zimmern, Bungalows und kleinen Villen und zusätzlich den neu errichteten Zeltchalets am Ufer des Rio Mussicadzi wählen. „Wild Camps“ mit Minimalausstattung sind über den gesamten Park verteilt. Alle Unterkünfte müssen über die Parkleitung gebucht werden. Die nächste Tankstelle liegt im über 100 Kilometer entfernten Nhamatanda.